# Itay Neeman
Pour les articles homonymes, voir Neeman.
Itay Neeman (né en 1972) est un mathématicien israélien, théoricien des ensembles travaillant comme professeur de mathématiques à l'université de Californie à Los Angeles. Il a apporté des contributions majeures à la théorie des modèles internes, de la détermination et du forcing.

## Formation et carrière
Neeman est né en 1972 à Safed, Israël. Après avoir étudié les mathématiques au King's College de Londres et à l'université d'Oxford, il a obtenu son doctorat à l'université de Californie à Berkeley, en 1996, sous la direction de John R. Steel.
Il est professeur de mathématiques à l'université de Californie à Los Angeles.

## Prix et distinctions
Neeman a remporté un CAREER Award (en) de la NSF en 2001. Il a été conférencier invité au Congrès international des mathématiciens en 2006. En 2012, la Fondation Simons a nommé Neeman comme l'un de ses Simons Fellows, lors de la première année du programme Simons Fellows. L'Association for Symbolic Logic lui décerne en 1996 son prix Sacks, conjointement avec Byunghan Kim.
En 2019, il a reçu la médaille Hausdorff, décernée par l'European Set Theory Society. Le prix a cité trois de ses articles pour leur travail sur "l'itération du forcing à l'aide de conditions secondaires et de la propriété de l'arbre" comme ayant été la contribution la plus importante à la théorie des ensembles au cours des cinq années précédentes.

## Publications (sélection)
- Itay Neeman, The determinacy of long games, vol. 7, Berlin, Walter de Gruyter, coll. « De Gruyter Series in Logic and its Applications », 2004 (ISBN 3-11-018341-2, DOI 10.1515/9783110200065)[8].
- Itay Neeman, « Forcing with sequences of models of two types », Notre Dame Journal of Formal Logic, vol. 55, no 2,‎ 2014, p. 265–298 (DOI 10.1215/00294527-2420666, MR 3201836, lire en ligne). Un des articles cités pour la médaille Hausdorff[1].
- Itay Neeman, « The tree property up to {\displaystyle \aleph _{\omega +1}} », The Journal of Symbolic Logic (en), vol. 79, no 2,‎ 2014, p. 429–459 (DOI 10.1017/jsl.2013.25, MR 3224975, S2CID 5950605). Un des articles cités pour la médaille Hausdorff[1].
- Itay Neeman, « Two applications of finite side conditions at {\displaystyle \omega _{2}} », Archive for Mathematical Logic (en), vol. 56, nos 7–8,‎ 2017, p. 983–1036 (DOI 10.1007/s00153-017-0550-y, MR 3696074, S2CID 11990342). Un des articles cités pour la médaille Hausdorff[1].